# Oxazepam
El oxazepam es una benzodiazepina que se usado en el tratamiento de la ansiedad, la dificultad para dormir y la abstinencia de alcohol. Se toma por vía oral. Tiene un inicio relativamente lento y efectos prolongados.
Los efectos secundarios comunes incluyen somnolencia, mareos y dolor de cabeza. Otros efectos secundarios pueden incluir abuso, agitación, pérdida de memoria, suicidio y dificultad para hablar. No se recomienda su uso durante las primeras etapas del embarazo. Generalmente no se recomienda su uso con opioides. Se cree que funciona a través del neurotransmisor GABA. 
El oxazepam fue patentado en 1962 y aprobado para uso médico en 1964. Está disponible como medicamento genérico. En el Reino Unido, 28 comprimidos de 15 mg le cuestan al NHS alrededor de £ 6 en 2021. En Estados Unidos esta cantidad cuesta unos 30 USD.